# Atyria alcidamea
Atyria alcidamea là một loài bướm đêm trong họ Geometridae.